# Акустические материалы

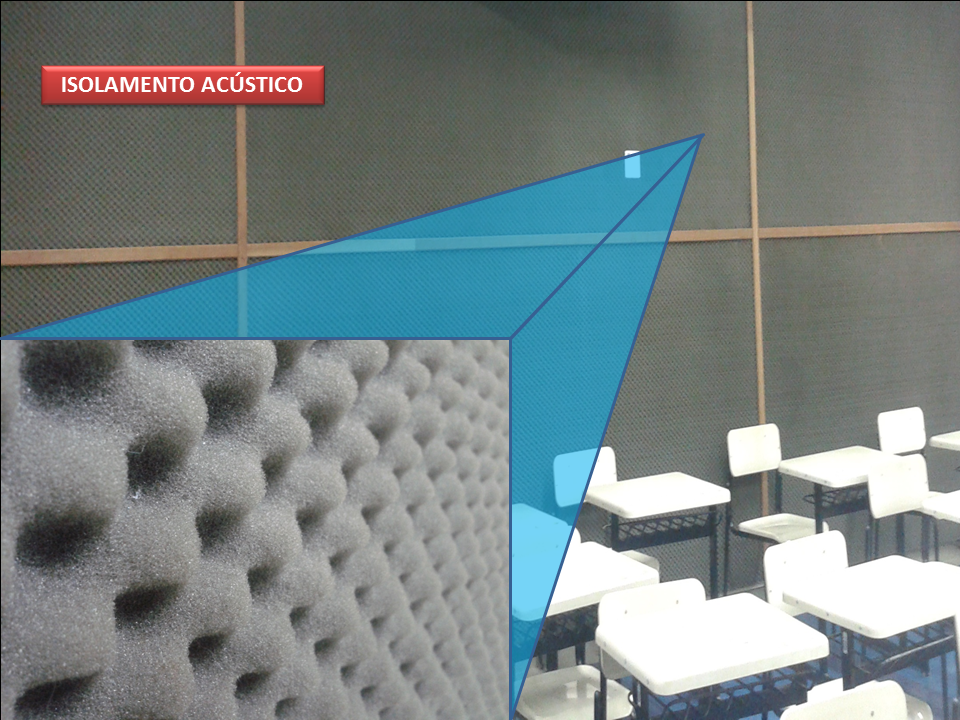
Помещение, со стенами покрытыми звукопоглощающим материалом

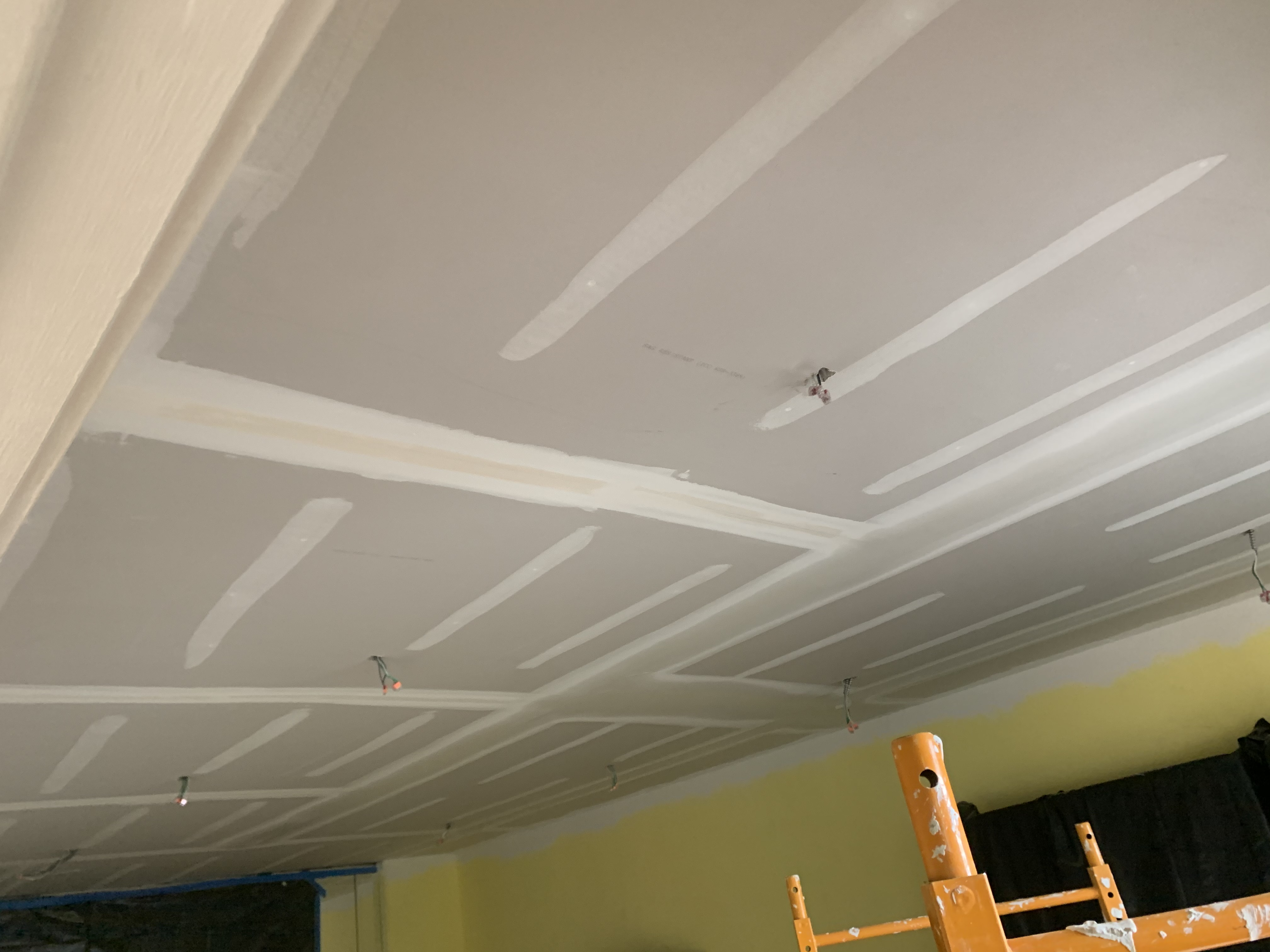
Звукоизоляционные материалы, использованные при оформлении потолка помещения

Акустические материалы — материалы, уменьшающие энергию звуковых волн (уровень шумов), улучшающие акустические свойства помещений. К акустическим материалам принадлежат звукопоглощающие материалы и прокладочные звукоизоляционные материалы

## Звукопоглощающие материалы
Звукопоглощающие (звукопоглощающие) материалы — материалы (изделия), поглощают звуковые волны, снижая уровень шумов в производственных помещениях и установках; разновидность акустических материалов. Поглощение звука определяется переходом колебательной энергии акустических волн в тепло за счёт потерь на трение в порах материала.
Для эффективного звукопоглощения необходимо использование упругих пористых структур (общая пористость должна быть не менее 75 % объёма с диаметром пор не более 2 мм) с большим количеством открытых сообщающихся между собой пор. Характеризуются такие материалы коэффициентом звукопоглощения — отношением поглощённой звуковой энергии ко всей энергии звуковой волны, падающей на материал. Кроме этого, поглощающие материалы должны отвечать всем требованиям к внутренним отделочных материалов и иметь: огне- и биостойкость, малую гигроскопичность, механическую прочность и декоративность.
Различают звукопоглощающие материалы:
- по структуре — волокнистого, зернистого и ячеистого строения;
- по твердости — мягкие, полужёсткие и жёсткие;
- по состоянию поверхности — гладкие и перфорированные.

К мягким звукопоглощающим материалам принадлежат маты и рулоны на основе стекловолокна и минеральной ваты (коэффициент звукопоглощения на средних звуковых частотах 250 … 1000 Гц составляет 0,7 … 0,85). Такие звукопоглощающие материалы применяют с жёстким перфорированным экраном (алюминиевым, асбестоцементным) или пористой пленкой. Полужёсткие звукопоглощающие материалы: древесноволокнистые плиты, минерало- и стекловатные плиты, плиты из базальтового волокна (коэффициент звукопоглощения соответственно 0,4; 0,65 … 0,75; 0,9 … 0,99) и поропласты. Внешне их покрывают стеклотканью, пористой краской или плёнкой. Жёсткими звукопоглощающими (коэффициент звукопоглощения 0,6 … 0,8) является плиты типа «Акминит» и «Акмигран» — с гранулированной или взвешенной минеральной ватой, «Силакпор» — из газобетона, гипсовые, а также плиты и штукатурные растворы на основе пемзы, вспученных вермикулита и перлита и др. Звукопоглощающие материалы применяют для звукоизоляции помещений, в установках вентиляции и кондиционирования воздуха, звукомерных камерах и т. д. .
Существенным требованием к таким материалам является технологическая гибкость, которая позволяет изготовление поверхностей сложной формы. Большинству этих требований соответствуют пенополиуретан, перфорированные гипсовые плиты, многослойные плиты на основе минеральной ваты, армированной стеклотканью и тому подобное.

## Звукоизоляционные материалы
Звукоизоляционные материалы — прокладочные материалы (изделия), предназначенные для звукоизоляции помещений; разновидность акустических материалов. Звуковой изоляции можно достичь как за счёт поглощения энергии звуковой волны, так и за счёт её отражения в направлении источника звука.
В звукоизоляционных материалах малый динамический модуль упругости (1 … 15 МПа), что наряду с наличием воздуха в их порах позволяет уменьшать энергию удара и вибрации, снижая тем самым воздушный и ударный шум. Различают звукоизоляционные материалы жёсткие, полужёсткие и мягкие; пористо-волокнистого строения (например, древесноволокнистые плиты, плиты, маты и рулоны на основе стеклянной и минеральной ваты, волокон асбеста и т. д. толщиной 10 … 40 мм) и строения пористо-губчатой (плиты толщиной 5 … 30 мм, изготовленные из эластичных поропластов, например, пенополиуретана, пенополихлорида, полосовые и листовые штучные прокладки из резины) .
Наиболее эффективными звукоизоляционными материалами являются слоистые системы с прослойками, в которых динамический модуль упругости материала заполнения должен быть несравненно меньше упругости жёстких слоев акустически однородной конструкции. Это тонкие слои металла или жёсткого пластика, скреплены слоями пенополиуретана или подобного материала.
Для звукоизоляции используют также естественные и искусственные сыпучие материалы (песок, шлак и т. п.). 3вукоизоляционные материалы применяют в межэтажных перекрытиях (между несущими панелями потолка и конструкцией пола) и внутренних стенах (между панелями). Из них изготавливают виброизоляционные прокладки под технологическое оборудование и тому подобное.
Конкретный выбор материала и толщины слоев зависит от конкретного места применения материалов.

## Ссылка
- Звукоізоляційні матеріали; Звукопоглинальні матеріали // Терминологический словарь-справочник по строительству и архитектуре / Р. А. Шмыг, В. М. Боярчук, И. М. Добрянский, В. М. Барабаш; под общ. ред. Г. А. Шмыга. — Львов, 2010. — С. 98; 99. — ISBN 978-966-7407-83-4 .
- Смирнов В. П. Акустические материалы // Велика українська енциклопедія : [В 30 т.] / Проф. А. М. Киридон (отв. Ред.) И др. — К. : ГНУ «Энциклопедическое издательство», 2016-. — ISBN 978-617-7238-39-2 .
- Акустические материалы — статья из Большой советской энциклопедии.